# لقلق مطلي
لقلق مطلي (الاسم العلمي: Mycteria leucocephala) هو نوع من فصيلة لقلق.

## معرض صور

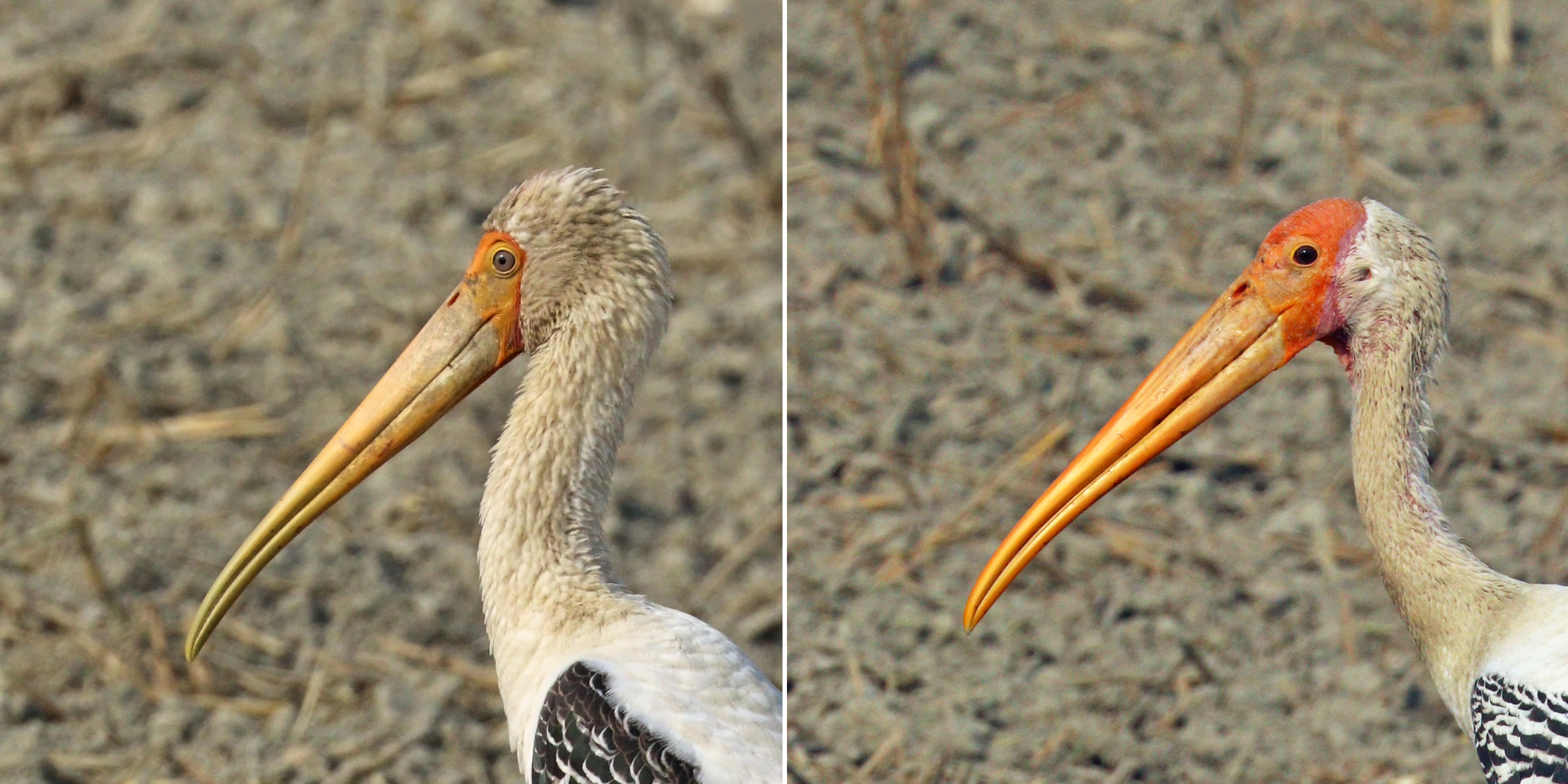
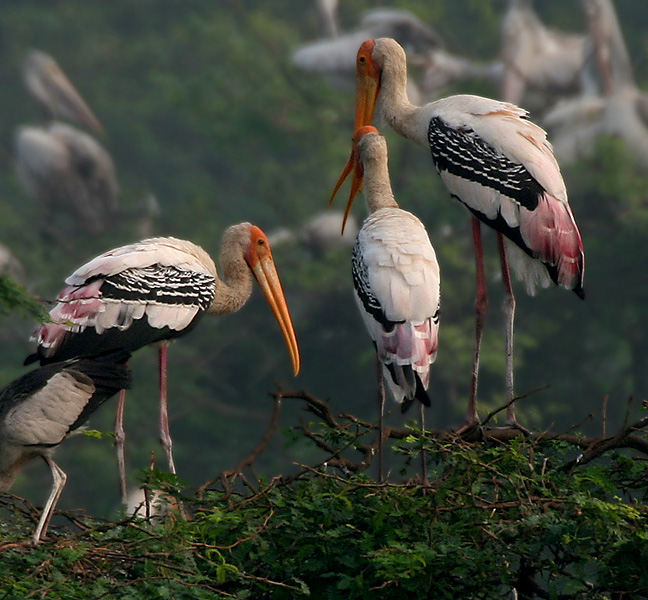
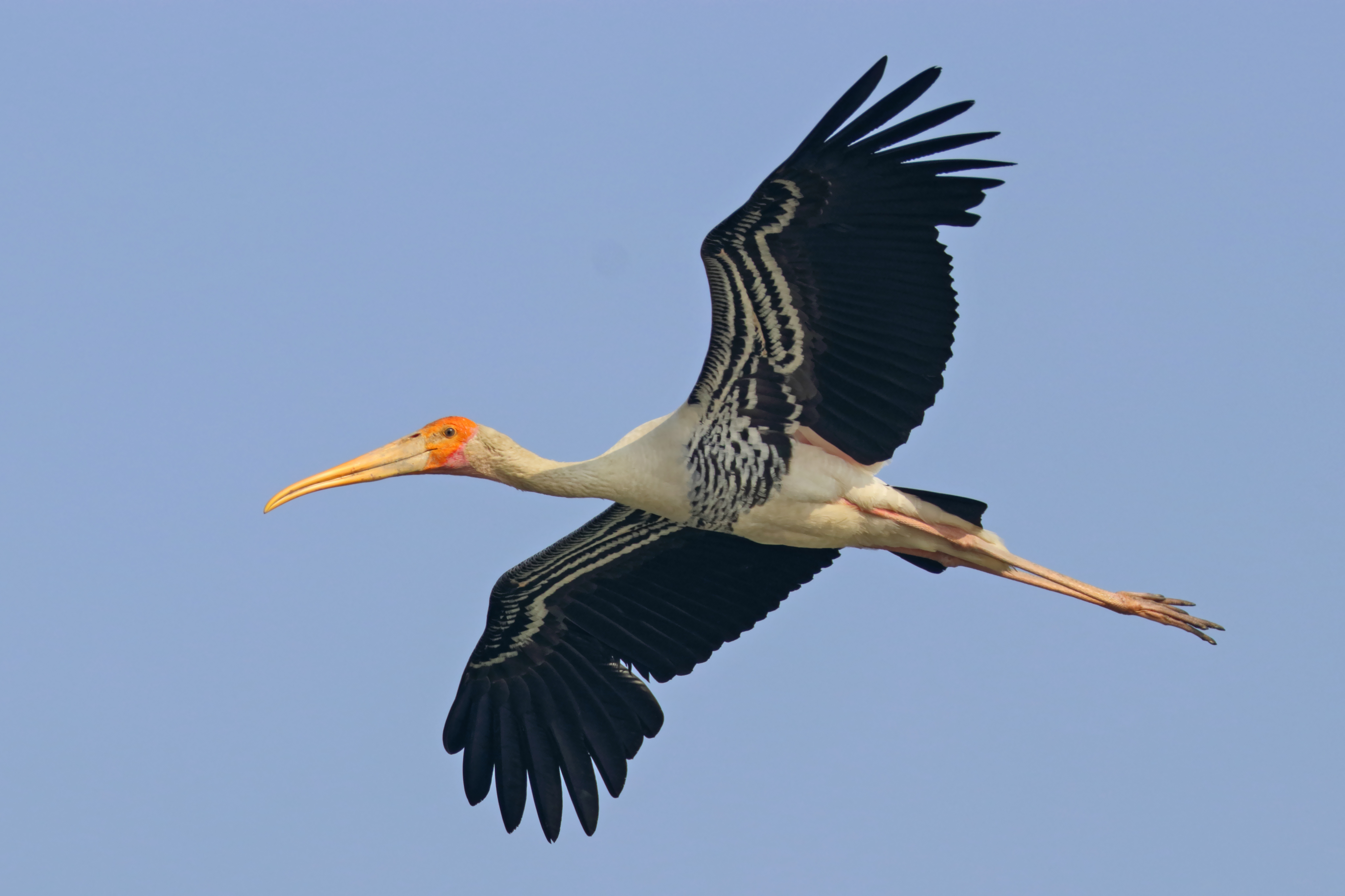
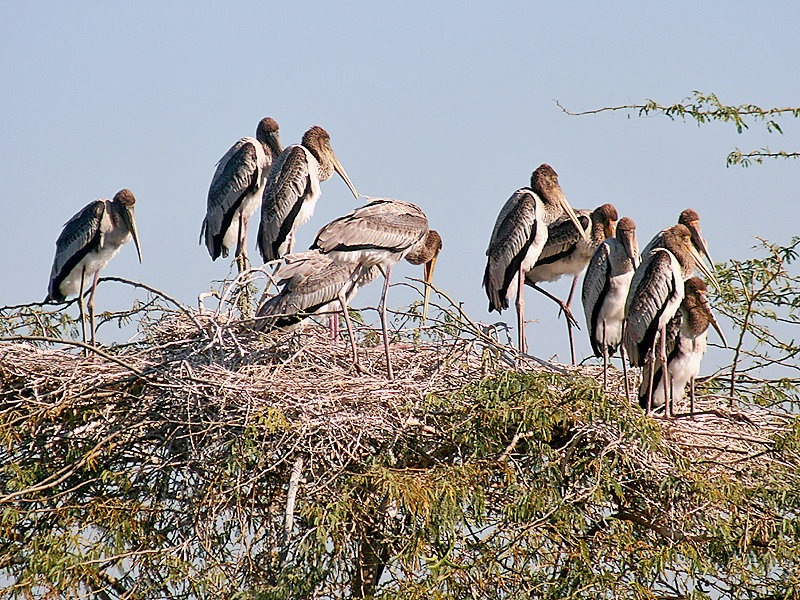
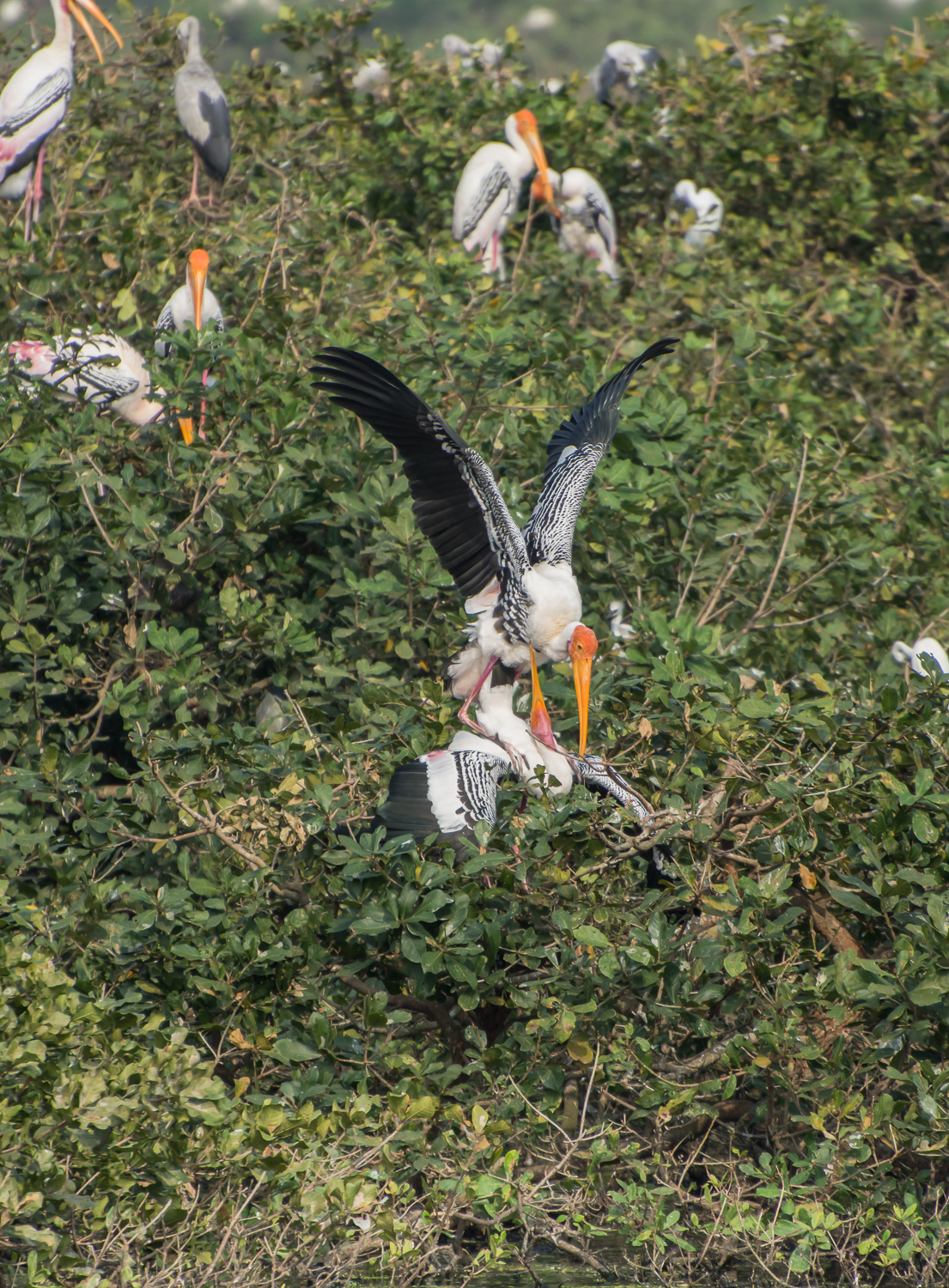